# Filtración por goteo

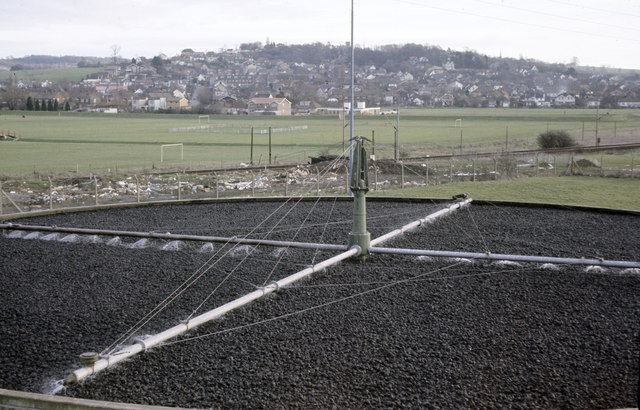
Una planta de filtración por goteo en el Reino Unido: El efluente de los tanques de decantación primaria se pulveriza sobre un lecho de grava gruesa (Planta de Tratamiento de Aguas Residuales de Benfleet).

La filtración por goteo es un tipo de sistema de depuración de aguas. Consiste en un lecho fijo de rocas, coque, grava, escoria, espuma de poliuretano, musgo de turba esfagnácea, cerámica o plástico sobre el que las aguas residuales fluyen hacia abajo y provocan el crecimiento de una capa de limo microbiano (biopelícula) que cubre el lecho del medio filtrante. Las condiciones aeróbicas se mantienen mediante salpicaduras, difusión y aire forzado que fluye a través del lecho o convección natural de aire si el medio filtrante es poroso. El tratamiento de aguas residuales con filtros por goteo es una de las tecnologías de tratamiento más antiguas y mejor caracterizadas.
Los componentes fundamentales de un sistema completo de filtrado por goteo son:
- un lecho de medio filtrante sobre el que se promueve y desarrolla una capa de limo microbiano;
- un recinto o un recipiente que aloja el lecho del medio filtrante;
- un sistema para distribuir el flujo de aguas residuales sobre el medio filtrante; y
- un sistema para remover y disponer cualquier lodo del efluente tratado.

Los términos filtro por goteo, biofiltro percolador, filtro biológico y filtro percolador biológico se utilizan a menudo para referirse a un filtro percolador. Estos sistemas también se han descrito como filtros de desbaste, filtros intermitentes, filtros de lecho de medios empaquetados, sistemas sépticos alternativos, filtros percoladores, procesos de crecimiento adjunto y procesos de película fija.

## Descripción del proceso

Un típico sistema completo de filtro por goteo

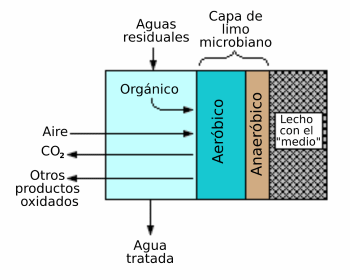
Imagen 1. Una sección transversal esquemática de la cara de contacto del lecho de medios en un filtro por goteo

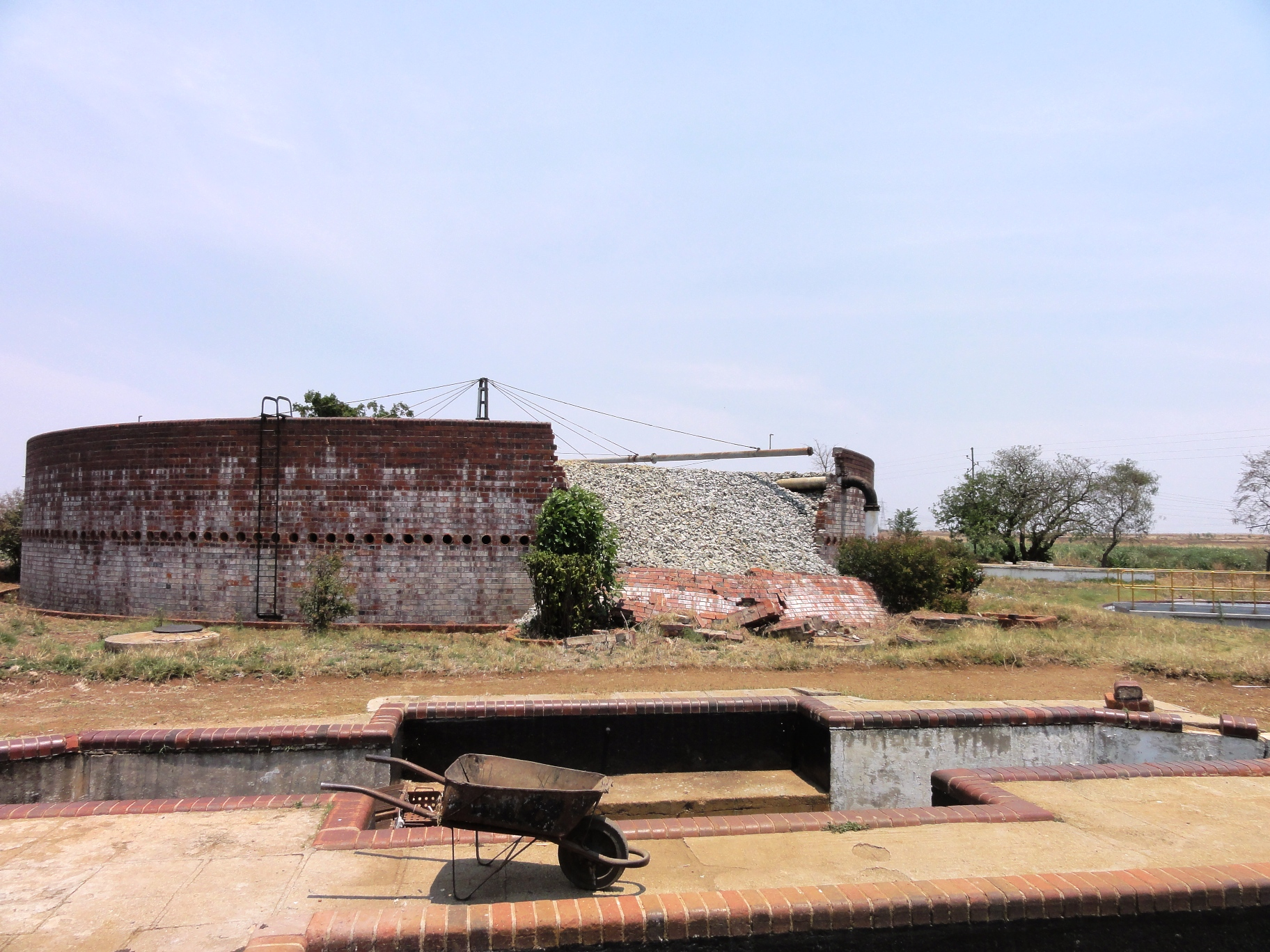
Unidad de filtro por goteo rota en la planta de tratamiento de aguas residuales en Norton, Zimbabue, que muestra la importancia del mantenimiento para evitar fallas estructurales

Normalmente, el flujo de aguas residuales sedimentadas entra en un nivel alto y fluye a través del tanque de sedimentación primario. El sobrenadante del tanque fluye hacia un dispositivo de dosificación, a menudo un cubo basculante que suministra caudal a los brazos del filtro. El agua fluye a través de los brazos y sale por una serie de orificios que apuntan en ángulo hacia abajo. Esto impulsa los brazos y distribuye el líquido uniformemente por la superficie del medio filtrante. La mayoría están descubiertos (a diferencia del diagrama adjunto) y se ventilan libremente a la atmósfera.
La eliminación de contaminantes de la corriente de aguas residuales implica tanto la absorción como la adsorción de compuestos orgánicos y algunas especies inorgánicas (como los iones de nitrito y nitrato) por la capa de biopelícula microbiana. El medio filtrante se elige normalmente para proporcionar una relación superficie-volumen muy elevada. Los materiales típicos suelen ser porosos y tener una superficie interna considerable, además de la superficie externa del medio. El paso de las aguas residuales por el medio proporciona oxígeno disuelto, que la capa de biopelícula necesita para la oxidación bioquímica de los compuestos orgánicos y libera gas dióxido de carbono, agua y otros productos finales oxidados. A medida que la capa de biopelícula se hace más gruesa, acaba desprendiéndose hacia el flujo de líquido y, posteriormente, forma parte del lodo secundario. Normalmente, un filtro percolador va seguido de un clarificador o tanque de sedimentación para la separación y eliminación de la película desprendida. Los filtros que utilizan medios de mayor densidad, como arena, espuma y musgo de turba, no producen lodos que deban eliminarse, pero pueden requerir sopladores de aire forzado, lavado a contracorriente y/o un entorno anaeróbico cerrado.

### Biopelícula
La biopelícula que se desarrolla en un filtro percolador puede adquirir varios milímetros de espesor y suele ser una matriz gelatinosa que puede contener muchas especies de bacterias, ciliados y protozoos ameboides, anélidos, gusanos redondos, larvas de insectos y otra microfauna. (Si abundan los anélidos, el filtro puede considerarse un vermifiltro.) Esto es muy diferente de muchas otras biopelículas, que pueden tener menos de 1 mm de espesor. Dentro de la biopelícula pueden existir zonas aeróbicas y anaeróbicas que soportan procesos biológicos tanto oxidativos como reductivos. En determinadas épocas del año, especialmente en primavera, el rápido crecimiento de los organismos en la película puede hacer que ésta sea demasiado gruesa y se desprenda en parches, dando lugar al "desprendimiento primaveral".

## Consideraciones de diseño
Un filtro percolador típico es circular y tiene entre 10 y 20 m de diámetro y entre 2 y 3 m de profundidad. Una pared circular, a menudo de ladrillo, contiene un lecho de medios filtrantes que, a su vez, descansa sobre una base de drenajes inferiores. Estos drenajes sirven tanto para eliminar el líquido que pasa a través del medio filtrante como para permitir el paso libre del aire a través del medio filtrante. Montado en el centro sobre la parte superior del medio filtrante hay un eje que soporta dos o más tubos horizontales perforados que se extienden hasta el borde del medio filtrante. Las perforaciones de los tubos están diseñadas para permitir un flujo uniforme del líquido por toda la superficie del medio filtrante y también están inclinadas para que, cuando el líquido fluya por los tubos, todo el conjunto gire alrededor del eje central. Las aguas residuales sedimentadas se envían a un depósito situado en el centro del eje mediante algún tipo de mecanismo de dosificación, a menudo un dispositivo de cubo basculante en los filtros pequeños.
Los filtros más grandes pueden ser rectangulares y los brazos de distribución pueden ser accionados por sistemas hidráulicos o eléctricos.

## Tipos
Los filtros percoladores individuales pueden utilizarse para el tratamiento de pequeños vertidos de fosas sépticas residenciales y sistemas rurales de tratamiento de aguas residuales muy pequeños. Las depuradoras centralizadas de mayor tamaño suelen utilizar varios filtros percoladores en paralelo.
Los sistemas pueden configurarse para un solo paso, en el que el agua tratada se aplica al filtro percolador una vez antes de desecharse, o para varios pasos, en el que una parte del agua tratada se devuelve y se vuelve a tratar mediante un circuito cerrado. Los sistemas multipaso dan como resultado una mayor calidad de tratamiento y ayudan a eliminar los niveles de nitrógeno total (NT) promoviendo la nitrificación en el lecho de medios aeróbicos y la desnitrificación en la fosa séptica anaeróbica. Algunos sistemas utilizan los filtros en dos bancos operados en serie, de modo que las aguas residuales tienen dos pasadas a través de un filtro con una etapa de sedimentación entre las dos pasadas. Cada pocos días se cambian los filtros para equilibrar la carga. Este método de tratamiento puede mejorar la nitrificación y la desnitrificación, ya que gran parte del material oxidativo carbonoso se elimina en la primera pasada por los filtros.

### Tipos de medios
El goteo puede tener una variedad de tipos de medios filtrantes que se utilizan para soportar la biopelícula. Los tipos de medios más utilizados incluyen coque, piedra pómez, material de matriz plástica, espuma de poliuretano de celda abierta, clínker, grava, arena y geotextiles. El medio filtrante ideal optimiza el área de superficie para la fijación microbiana, el tiempo de retención de las aguas residuales, permite el flujo de aire, resiste el taponamiento, es mecánicamente robusto en todas las condiciones meteorológicas permitiendo el acceso a pie a través del filtro, y no se degrada. Algunos sistemas residenciales requieren unidades de aireación forzada que aumentan los costes de mantenimiento y funcionamiento.
Los medios filtrantes sintéticos pueden presentar un riesgo importante de inflamabilidad, como se demostró en Christchurch (Nueva Zelanda) en mayo de 2022, cuando se incendiaron dos grandes filtros percoladores llenos de balas filtrantes de plástico. El olor resultante tuvo un impacto significativo en muchos residentes de la ciudad y este evento puso fuera de servicio una proporción significativa de la capacidad de tratamiento de aguas residuales.

### Tratamiento de aguas residuales industriales
El tratamiento de aguas residuales industriales puede implicar el uso de filtros percoladores especializados que utilizan medios plásticos y caudales elevados. Las aguas residuales de diversos procesos industriales se han tratado en filtros percoladores. Los filtros percoladores de aguas residuales industriales son de dos tipos:
- Tanques grandes o recintos de concreto llenos de empaques de plástico u otros medios.[3]
- Torres verticales llenas de empaque plástico u otros medios.[4]

La disponibilidad de empaquetaduras de plástico baratas para torres ha llevado a su uso como lechos filtrantes percoladores en torres altas, algunas de hasta 20 m. Ya en los años sesenta, se utilizaban torres de este tipo en la refinería de Pine Bend de Great Northern Oil, en Minnesota; en la refinería de Trafalgar de Cities Service Oil Company, en Oakville (Ontario), y en una fábrica de papel kraft
El efluente de agua tratada de los filtros percoladores de aguas residuales industriales se procesa normalmente en un clarificador para eliminar el lodo que se desprende de la capa de limo microbiano adherida a los medios filtrantes percoladores, al igual que en otras aplicaciones de filtros percoladores.
Algunas de las últimas tecnologías de filtración por goteo consisten en biofiltros aireados de medios plásticos en recipientes que utilizan sopladores para inyectar aire en el fondo de los recipientes, con flujo descendente o ascendente de las aguas residuales.